# 青曲镇
青曲镇，是中华人民共和国湖北省十堰市郧阳区下辖的一个乡镇级行政单位。

## 行政区划
青曲镇下辖以下地区：
曲远河店村、红门铺村、周家洼村、西沟村、魏家铺村、油坊沟村、巷子口村、周家坪村、乐园村、老湾村、安沟村、弥陀寺村、韩家沟村、王家山村、魏家沟村、杨家沟村、店子河村和郑家河村。